# Microrhopiini
Microrhopiini es una tribu de aves paseriformes perteneciente a la familia Thamnophilidae que agrupa a varios géneros nativos de la América tropical (Neotrópico), donde se distribuyen desde el sureste de México, por América Central y del Sur, hasta el norte de Argentina.

## Taxonomía
El estudio de Ohlson et al. (2013), con base en diversos estudios genéticos anteriores, propuso dividir a la familia Thamnophilidae en tres subfamilias: Euchrepomidinae, Myrmornithinae y Thamnophilinae. Esta última por su vez dividida en cinco tribus: la presente, Formicivorini, Thamnophilini, Pyriglenini y Pithyini.
Un amplio estudio de Isler et al 2013 presentó resultados de filogenia molecular, comportamentales y ecológicos  de un denso conjunto de taxones de la familia Thamnophilidae (218 de 224 especies). Estos datos suministraron un fuerte soporte a la existencia de un clado, que denominaron «clado Myrmorchilus», dentro de la presente tribu integrado por el Myrmorchilus, y tres de los géneros separados del amplio Myrmeciza (objeto principal del estudio): Myrmophylax, Aprositornis y Ammonastes.

## Géneros
Según el ordenamiento propuesto, la presente tribu agrupa a los siguientes géneros:
- Myrmorchilus
- Myrmophylax
- Ammonastes
- Microrhopias
- Neoctantes
- Epinecrophylla
- Clytoctantes (provisoriamente)